# Brugherio
Brugherio es un municipio italiano de 32 724 habitantes de la provincia de Monza y Brianza, en la región de Lombardía, situado a 14 km al noreste de Milán.

## Evolución demográfica
| Gráfica de evolución demográfica de Brugherio entre 1861 y 2001 |
|                                                                 |
| Fuente ISTAT - elaboración gráfica de Wikipedia                 |

## Patrimonio
- Palazzo Ghirlanda-Silva, palacio del siglo XVIII que se halla en el centro histórico. En este edificio se encuentra la biblioteca cívica.
- Iglesia de San Bartolomé, que es la iglesia parroquial, terminada en 1578, con campanario de 1751. En esta iglesia, que cuenta con tres naves, hay frescos del siglo XIX.
- Iglesia de San Ambrosio, de estilo románico, en la que hay frescos del siglo XIV. Cuenta con una nave y tiene techo de madera.
- Villa Sormani, realizada en estilo barroco por los condes Bolagnos, parteneciò a la familia Andreani y posteriormente a la familia Sormani.
- Tempietto de San Lucio es una pequeña iglesia dedicada al papa Lucio I que fue realizada en Lugano en el siglo XVI para servir como capilla de San Antonio de Padua en el monasterio de San Francisco. Cuando el convento fue cerrado por el gobierno de Napoleón, la iglesia fue vendida en subasta en 1812 por el Gran Consilio del Cantón del Tesino. La familia Andreani compró la iglesia y la hizo desarmar por el arquitecto Giocondo Albertolli. Así pudieron trasportar la iglesia en barco a lo largo de los Navigli de Milán y luego la reconstruyeron en el parque de villa Moncucco. Desde 1987 es propiedad del ayuntamiento.